# 北野幹子
北野 幹子（きたの みきこ、1951年 - ）は、1970年代に活動した大阪府出身の女性漫才師。旧姓：松田。

## 人物
元夫はタレント・漫才師・映画監督のビートたけし（北野武）。子供は長男の北野篤と、長女の北野井子。また、弟はレーシングドライバーの松田秀士。
実家は大阪の寺で、母方の祖父が高知県の社会運動家小原教応。武庫川女子大学附属高等学校を経て、武庫川女子大学短期大学部卒業。在学中にピンアップトリオのピンアップ敦子の門下に入る。司ミキの名で司ミワと組んで、ミキ&ミワの女子大生コンビとして1971年に漫才師デビュー。すぐ渚ミキに改名させられる。その後、前田五郎に一時師事した後、東京に移り内海桂子・内海好江の門下となり、内海ミキと名乗り内海ミチ（野々深知）と組むも2年で解散。
1978年にアシスタントを務めていた『大正テレビ寄席』でツービートのビートたけしと知り合って同棲、1980年に結婚。たけしが売れない時代は近所のスナックでアルバイトをして家計を支えた。1981年3月に長男の篤、1982年10月に長女の井子を出産。たけしはいつ結婚したかの覚えはないというが、1983年に正式に入籍した。
結婚後は引退していたが、1981年10月10日に放送のバラエティ番組『オレたちひょうきん族』の「ひょうきん夫婦漫才」という企画では、たけしと組んだ夫婦漫才を披露した。この回の視聴率は13.4%だった。また、1993年頃には北野ファンクラブで頻繁にネタにされていた。
長らくたけしの収入を管理する会社の代表を務め、2019年に協議離婚。たけしからの財産分与は100億円とも報じられた。